# ヤッシャ・ハイフェッツ
ヤッシャ・ハイフェッツ （ロシア語: Ио́сиф ("Яша") Ру́вимович Хе́йфец, ラテン文字転写:  Iosif (Yasha)  Ruvimovich Heifetz，リトアニア語: Jascha Heifetzas、1901年2月2日 - 1987年12月10日） は、20世紀を代表するヴァイオリニストであり、「ヴァイオリニストの王」と称された。ジム・ホイル(Jim Hoyle)名義で作曲活動も行っていた。

## 生涯
ハイフェッツはロシア帝国領ヴィリナ （現リトアニア領ヴィリニュス） にユダヤ人として生まれた。日本ではHeifetzという綴りをドイツ語風に読んでハイフェッツと表記することが定着しているが、もとはヘブライ語のחפץ（ヘフェツ。「喜び」を意味する）に由来するイディッシュ語の苗字であり、ヘイフェツと発音される。
3歳でヴァイオリンを始め、神童と呼ばれ、5歳で地元の音楽院でレオポルト・アウアー門下のイリヤ・ダヴィドヴィチ・マルキンに師事、7歳でメンデルスゾーンのヴァイオリン協奏曲を演奏し、デビューを果たした。1910年には、レオポルト・アウアーに師事するため、サンクトペテルブルク音楽院に入学した。12歳でアルトゥール・ニキシュに招かれベルリンデビューを果たすと、同年ニキシュの指揮でベルリン・フィルハーモニー管弦楽団と演奏している。10代のうちにヨーロッパの大部分を訪れている。
1917年にはカーネギー・ホールでアメリカデビューを果たす。同年のロシア革命を避けるため、そのままアメリカ在住の道を選び、1925年にアメリカの市民権を得た。そんな時代を経て、世界中を演奏旅行しながら多数の録音も行う演奏活動を長く続けることとなる。音楽のみならず興味を持ったことに対する極度の完璧主義と、アスペルガー症候群と思われる潔癖性癖の持ち主だったが、現在ではその早期に完成された演奏スタイルと音楽に対する哲学的造詣の深さからも、高度な精神活動を営む高知能者ギフテッドであったことが指摘される。1958年から南カリフォルニア大学で後進の指導をする。1972年に演奏活動から退いた。1987年にロサンゼルスにて死去。
孫のダニー・ハイフェッツ（en:Danny Heifetz）はアメリカ出身のロックドラマーで、Mr. Bungleなどのバンドで活動している。

## 評価
生前、当時の日本人の理解が浅く、表現よりも技術を優先する「冷たいヴァイオリニスト」といった評価もあったが、死後、後進に多大な影響を与えたヴァイオリニストとして再評価された。現在、日本においても、20世紀を代表する巨匠としての確固たる地位を得ている。
幼い頃からヴァイオリニストの父が練習の時に音を外すと泣き出したエピソードや、ベルリンの演奏会にエフレム・ジンバリストと共に偶然居合わせたフリッツ・クライスラーが、まだ13歳のハイフェッツの演奏を聴き「私も君も、これ（ヴァイオリン）を叩き割ってしまった方がよさそうだ」、「私の究極の到達点をスタートラインにして、無限に記録を伸ばした天才」と評価したエピソードも残っている。
ハイフェッツの時代にいたヴァイオリニスト達は、彼の神懸かり的な演奏のために非常に苦労して、例外なく「ハイフェッツ病（ハイフェッツへの劣等感）」にかかったとイツァーク・パールマンは語っている。

## 演奏面の特徴
ボウイングの特徴として弓速が速く脱力しているが、弓の返しは等速で常に緻密である。
右手の人差し指をPIP関節（第2関節）より深く弓に当てるアウアー（ロシア派）のボウイングを基本とする。緩やかなボウイングの細部に到る丁寧さを持ち、また一方、技巧的なダウンスタッカートなどを操る。
左手のポジショニングや運指については、映画「カーネギーホール」でチャイコフスキーのヴァイオリン協奏曲（第1楽章:短縮版）を演奏（共演はフリッツ・ライナー指揮・ニューヨーク・フィルハーモニー交響楽団）している場面で、その超絶技巧を視覚的にも確認することができる。
なお楽器の2番弦（A線）と3番弦（D線）に現代の主流である金属巻の弦ではなく、プレーン・ガット弦を使用している（CD のジャケット写真で確認可）。1番弦（E線）は彼が柔らかめのスチールを好んだことからゴールドブロカット（0.26）を使用している。

## 演奏活動
その演奏活動は、小品、ソナタから、室内楽、協奏曲まで、多岐に渡っていた。

### 小品
ハイフェッツの真骨頂とも言えるジャンルである。時代・国籍を問わず数々の作品を録音しており、そのレパートリーは極めて広い。各作品ごとの性格は巧みに弾き分けられており、ヴィターリの「シャコンヌ」で壮大な世界を表現したかと思えば、ディニークの「ホラ・スタッカート」ではこの難曲をあっさりと片付けて聴衆を魅了した。

### 室内楽
最も有名な活動としては、ピアニストのアルトゥール・ルービンシュタイン、チェリストのエマヌエル・フォイアーマンと組んだ、いわゆる「100万ドルトリオ」によるものが挙げられる。ただし既に名声を確立していたハイフェッツとルービンシュタインは、実際の演奏の成果はともかく、性格の相違からたびたび意見の食い違いが生じていた。これに対し、当時はまだ若手であったチェロのフォイアマンとの間には極めて良好な関係が築かれた。そのため、活動半ばにおけるフォイアマンの急逝は、ハイフェッツから室内楽録音に対する意欲を奪い去ってしまうほどの衝撃であった（フォイアマンの死後はグレゴール・ピアティゴルスキーが加わった）。
ソロ作品としては、リヒャルト・シュトラウスの『ヴァイオリンソナタ』が特記される。1953年のイスラエル公演で取り上げたときは、ナチス時代の音楽家としてシュトラウスの演奏がタブーとなっている中で反発を呼び、ハイフェッツ自身が暴漢に襲撃されて本曲の演奏を見合わせる事態にまで発展した（その後ハイフェッツは1970年までイスラエルを訪れることはなかった）。それでもハイフェッツは本曲を演奏し続け、1972年の引退公演でも取り上げており録音も残されている。

### 協奏曲
J.S.バッハや、いわゆる三大協奏曲のほか、ヴィエニャフスキやヴュータン、世界初演したコルンゴルトまで、数多くのヴァイオリン協奏曲を録音している。
特に、ステレオ時代に入ってからは下記のような録音を行い、それらはいずれも世界中で大ヒットとなった。
- フリッツ・ライナー指揮シカゴ交響楽団との共演：チャイコフスキーのヴァイオリン協奏曲（1957年）やブラームスのヴァイオリン協奏曲（1955年）。なお、1947年制作の音楽映画「カーネギー・ホール」（E・G・ウルマー監督）では、ハイフェッツとライナー指揮ニューヨーク・フィルハーモニー交響楽団との共演によるチャイコフスキーのヴァイオリン協奏曲の第1楽章（短縮版）の演奏を見ることができる（録音はモノラル）。映画の中で、演奏の前の楽屋のシーンではハイフェッツとライナーが会話しているし、演奏終了後のシーンではハイフェッツが主演女優にセリフを語りかけている。
- シャルル・ミュンシュ指揮ボストン交響楽団との共演：ベートーヴェンのヴァイオリン協奏曲（1955年）、メンデルスゾーンのヴァイオリン協奏曲（1959年）、プロコフィエフのヴァイオリン協奏曲第2番（1959年）。
- ワルター・ヘンドル指揮シカゴ交響楽団・RCAビクター交響楽団との共演：シベリウスのヴァイオリン協奏曲（シカゴ交響楽団、1959年）、グラズノフのヴァイオリン協奏曲（RCAビクター交響楽団、1963年）
- アルフレッド・ウォーレンシュタイン指揮RCAビクター交響楽団との共演：ブラームスのヴァイオリンとチェロのための協奏曲（グレゴール・ピアティゴルスキー〈Vc〉、1960年）
- マルコム・サージェント指揮ロンドン新交響楽団との共演：バッハの2つのヴァイオリンのための協奏曲（エリック・フリードマン〈Vn〉、1961年） 、ヴュータンのヴァイオリン協奏曲第5番（1961年）、ブルッフのヴァイオリン協奏曲第1番（1961年）、モーツァルトのヴァイオリン協奏曲第4番（1961年）、ブルッフのスコットランド幻想曲（1961年）
- ハイフェッツ自ら指揮を兼ねた「室内管弦楽団」との共演：モーツァルトのヴァイオリン協奏曲第5番「トルコ風」（1963年）

珍しい録音として、1946年にハリウッドで録音されたJ.S.バッハの「2つのヴァイオリンのための協奏曲」があり、これは多重録音を利用して2つのパートのいずれもハイフェッツが演奏したものである（伴奏はフランツ・ワックスマン指揮RCAビクター室内管弦楽団）。アメリカ時代には、近所に住んでいたアルノルト・シェーンベルクからヴァイオリン協奏曲の初演の依頼を受けているが、「6本の指が必要」と技術的な困難を理由にこれを断った。しかし、後の回顧録では断ったことを後悔している。
ハイフェッツが愛奏したマックス・ブルッフの『スコットランド幻想曲』は、彼により世界的に知られる曲になったコルンゴルトの協奏曲と同じく、現在でも彼の演奏は名盤と称えられている。
卓越した技術が賞賛される一方で、ハイフェッツ自身は、パガニーニの作品の録音は少ない。その理由については諸説あるが、ハイフェッツ自身が明確な理由を公にしなかったので、現在もその真意は不明なままである。例外として、師であるレオポルト・アウアーによって演奏会用に編曲された24 Capriceの13番、20番、24番と若い頃に録音したMoto perpetuoの音源が現存している。

## 来日
- 1917年、アメリカに向かう途中で日本に立ち寄り、2週間ほど滞在。
- 帝国劇場から招かれ、1923年9月に日本で公演を行う予定となっていた。ハイフェッツは日本へ向かう航海中に関東大震災で東京が壊滅状態になったことを知り、船中で演奏を行い、義援金3千円を集める。9月の公演は延期となるが、11月に来日し、帝国ホテルで3日間の公演。その翌日、日比谷公園で義捐野外演奏を行い、再び義援金3千円を集める。「帝都復興の恩人」とも呼ばれた[4]。
- 1931年に再度来日。9月から11月にかけて歌舞伎座などで公演を行う。
- 第2次大戦後の1954年4月、最後の来日公演を行う。